# Корангоручей
Корангоручей — ручей в России, протекает по территории Куземского и Кривопорожского сельских поселений Кемского района Республики Карелии. Длина ручья — 15 км.
Ручей берёт начало из ламбины без названия на высоте 96,8 м над уровнем моря и далее течёт преимущественно в юго-восточном направлении по заболоченной местности.
Ручей в общей сложности имеет пять малых притоков суммарной длиной 9,0 км.
Впадает на высоте 47,0 м над уровнем моря в реку Летнюю, впадающую в Белое море.
В нижнем течении Корангоручей пересекает трассу Р21 («Кола»).
Населённые пункты на ручье отсутствуют.
Код объекта в государственном водном реестре — 02020000712102000002575.